# Louis II de Chiny
Pour les articles homonymes, voir Louis II.
Louis II de Chiny, fut comte de Chiny à partir de 1025. Il était fils de Louis Ier, comte de Chiny et de Verdun, et d'Adélaïde.
Ce comte n'a laissé que très peu de traces dans l'histoire.

## Mariage et enfants
Son épouse est inconnue. Louis avait eu pour enfants :
- Arnoul Ier, comte de Chiny ;
- Manassès, qui fut religieux.

## Source
- Christian Settipani, La Préhistoire des Capétiens (Nouvelle Histoire généalogique de l'auguste maison de France, vol. 1), Villeneuve-d'Ascq, éd. Patrick van Kerrebrouck, 1993, 545 p. (ISBN 978-2-95015-093-6).